# Slovaquie centrale

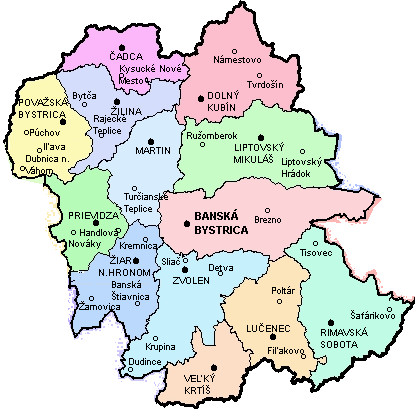
Carte de l’ancienne région de Slovaquie centrale avec les districts de l'époque et les villes principales

La Slovaquie centrale a constitué de 1960 à 1990 une région administrative de la Tchécoslovaquie (Stredoslovenský kraj), dont le chef-lieu était Banská Bystrica.
Elle a été scindée en deux régions (kraj) en 1990 :
- Région de Banská Bystrica (Banskobystrický kraj), chef-lieu : Banská Bystrica,
- Région de Žilina (Žilinský kraj), chef-lieu : Žilina

Cette dénomination, qui recouvre le même territoire, a été recréée en 1999 en tant qu'unité statistique européenne de niveau NUTS 2, qualifié d'oblasť.